# Palmiskenea faroensis
Palmiskenea faroensis är en mossdjursart som beskrevs av Hayward 1994. Palmiskenea faroensis ingår i släktet Palmiskenea och familjen Bryocryptellidae. Inga underarter finns listade i Catalogue of Life.